# Igor' Golban
Igor' Valer'evič Golban (in russo Игорь Валерьевич Голбан?; Soči, 31 luglio 1990) è un calciatore russo naturalizzato uzbeko, difensore del Nasaf Qarshi.

## Carriera

### Club
Ha giocato nella prima divisione dei campionati ceco ed uzbeko.

### Nazionale
Ha giocato nelle nazionali giovanili russe Under-19 ed Under-21.
Tra il 2020 ed il 2021 ha giocato complessivamente 4 partite con la nazionale maggiore uzbeka.

## Palmarès

### Club

#### Competizioni nazionali
- Supercoppa della Repubblica Ceca: 1

Sigma Olomouc: 2012
- Campionato uzbeko: 1

Nasaf Qarshi: 2024
- Supercoppa dell'Uzbekistan: 1

Nasaf Qarshi: 2025